# Чемпіонат України з фігурного катання на ковзанах 2016
Чемпіонат України з фігурного катання на ковзанах 2016 — змагання з фігурного катання серед українських фігуристів сезону 2016/2017 року, організоване Українською федерацією фігурного катання на ковзанах.
Спортсмени змагалися в чоловічому й жіночому одиночному катанні, парному катанні та спортивних танцях на льоду.
Турнір відбувся з 20 по 23 грудня 2016 року в Києві. За результатами чемпіонату була сформована збірна команда України на чемпіонат Європи 2017 року, чемпіонат світу 2017 року і зимову Універсіаду 2017.

## Результати

### Чоловіки
| Місце | Ім'я              | Регіон              | Сума балів | SP | SP    | FS | FS     |
| ----- | ----------------- | ------------------- | ---------- | -- | ----- | -- | ------ |
| 1     | Іван Павлов       | Київ                | 223,70     | 2  | 77,35 | 1  | 146,35 |
| 2     | Ярослав Паніот    | Київ                | 222,83     | 1  | 81,17 | 2  | 141,66 |
| 3     | Іван Шмуратко     | Київ                | 174,48     | 3  | 57,40 | 3  | 117,08 |
| 4     | Ян Ткаліч         | Дніпро              | 159,08     | 4  | 54,59 | 4  | 104,49 |
| 5     | Владислав Піхович | Кривий Ріг / Дніпро | 131,42     | 6  | 47,97 | 5  | 83,45  |
| 6     | Михайло Медуниця  | Одеса               | 128,25     | 5  | 48,78 | 6  | 79,47  |
| 7     | Ілля Охрименко    | Харків              | 108.41     | 7  | 36,19 | 7  | 72,22  |

### Жінки
| Місце | Ім'я                 | Регіон   | Сума балів | SP | SP    | FS | FS     |
| ----- | -------------------- | -------- | ---------- | -- | ----- | -- | ------ |
| 1     | Анна Хниченкова      | Дніпро   | 165,95     | 1  | 58,26 | 1  | 107,69 |
| 2     | Анастасія Гожва      | Київ     | 148,78     | 2  | 55,51 | 2  | 93,27  |
| 3     | Дарія Гожва          | Київ     | 120,16     | 3  | 41,61 | 3  | 78,55  |
| 4     | Поліна Михайловська  | Одеса    | 91,07      | 7  | 29,70 | 4  | 61,37  |
| 5     | Анна Дахно           | Богуслав | 89,72      | 8  | 28,77 | 5  | 60,95  |
| 6     | Ангеліна Товстик     | Київ     | 88,37      | 5  | 31,20 | 6  | 57,17  |
| 7     | Евеліна Александрова | Богуслав | 84,24      | 9  | 28,17 | 7  | 59,07  |
| 8     | Ксенія Савчук        | Київ     | 83,59      | 6  | 29,99 | 8  | 53,60  |
| WD    | Аліса Панченко       | Харків   |            | 4  | 34,10 |    |        |

WD - фігуристка знялася зі змагань.

### Спортивні пари
| Місто | Імена                         | Регіон | Сума балів | SP | SP    | FS | FS    |
| ----- | ----------------------------- | ------ | ---------- | -- | ----- | -- | ----- |
| 1     | Рената Оганесян / Марк Бардей | Дніпро | 110,50     | 1  | 41,29 | 1  | 69,21 |

### Танці на льоду
| Місце | Імена                                | Регіон | Сума балів | SD | SD    | FD | FD    |
| ----- | ------------------------------------ | ------ | ---------- | -- | ----- | -- | ----- |
| 1     | Олександра Назарова / Максим Нікітін | Харків | 163,59     | 1  | 66,85 | 1  | 96,74 |
| 2     | Дарія Попова / Володимир Бєліков     | Харків | 142,11     | 2  | 56,45 | 2  | 85,66 |
| 3     | Юлія Жата / Ян Луковський            | Київ   | 132,68     | 3  | 51,45 | 4  | 81,23 |
| 4     | Марія Голубцова / Кирило Бєлобров    | Київ   | 131,76     | 4  | 50,40 | 3  | 81,36 |
| 5     | Віра Городецька / Марко Нечипоренко  | Київ   | 119,52     | 5  | 44,75 | 5  | 74,77 |

## Склад збірної команди

### На чемпіонат Європи
Склад збірної команди України для участі  в чемпіонаті Європи формувався виходячи з результатів національного чемпіонату та враховуючи думку тренерської ради. За результатами чемпіонату України 2016 року тренерська рада спільно з Федерацією затвердили наступний склад збірної:
- В чоловічому одиночному катанні: Іван Павлов (1-е місце). Запасний: Ярослав Паніот (2-е місце).
- В жіночому одиночному катанні: Анна Хниченкова (1-е місце).
- В танцях на льоду: Олександра Назарова з Максимом Нікітіним (1-е місце). Запасні: Юлія Жата з Яном Луковським (3-є місце).

### На зимову Универсіаду
Склад збірної команди України для участі  в зимовій Універсіаді формувався виходячи з результатів національного чемпіонату та враховуючи думку тренерської ради. За результатами чемпіонату України 2016 року тренерська рада спільно з Федерацією затвердили наступний склад збірної:
- В чоловічому одиночному катанні: Іван Павлов (1-е місце) і Владислав Піхович (5-е місце).
- В танцях на льоду: Олександра Назарова з Максимом Нікітіним (1-е місце).